# Eslovaquia en los Juegos Europeos de Cracovia 2023
Eslovaquia participó en los Juegos Europeos de Cracovia 2023 con un equipo de 146 deportistas. Responsable del equipo nacional fue el Comité Olímpico Eslovaco.

## Medallistas
El equipo de Eslovaquia obtuvo las siguientes medallas:
| Nombre                                             | Deporte               | Competición            |
| -------------------------------------------------- | --------------------- | ---------------------- |
| Oro                                                |                       |                        |
| Jozef Bošanský                                     | Tiro con arco         | Compuesto individual M |
| Plata                                              |                       |                        |
| Alexander Slafkovský Marko Mirgorodský Matej Beňuš | Piragüismo en eslalon | C1 por equipos M       |
| Kamila Novotná                                     | Tiro                  | Rifle 10 m F           |
| Equipo                                             | Tiro                  | Foso por equipo M      |
| Equipo                                             | Tiro                  | Skeet por equipo F     |
| Bronce                                             |                       |                        |
| Ján Volko                                          | Atletismo             | 200 m M                |
| Gabriela Gajanová                                  | Atletismo             | 800 m F                |
| Jana Špotáková                                     | Tiro                  | Foso F                 |